# 17088 Giupalazzolo
17088 Giupalazzolo è un asteroide della fascia principale. Scoperto nel 1999, presenta un'orbita caratterizzata da un semiasse maggiore pari a 2,5659878 au e da un'eccentricità di 0,1036175, inclinata di 4,00662° rispetto all'eclittica.
L'asteroide è dedicato allo studente canadese Giuseppe William Palazzolo.